# Saggio sulla vita e il genio di Samuel Johnson
Saggio sulla vita e il genio di Samuel Johnson fu scritto da Arthur Murphy e pubblicato nel 1792. Quest'opera è una biografia di Samuel Johnson e serve da introduzione alle sue opere comprese nello stesso volume. Murphy scrisse anche una biografia di Henry Fielding in una edizione del 1762 delle Opere di Fielding  ed una biografia di David Garrick, pubblicata nel 1801.

## Contesto
Murphy incontrò per la prima volta Johnson nell'estate del 1754. Murphy stava lavorando al Gray's-Inn Journal e, dopo aver scoperto che un articolo in francese che volevano pubblicare non era altro che la traduzione del saggio n. 190 della raccolta The Rambler di Johnson, si recò dall'autore per chiedergli scusa del suo errore. I due divennero presto amici e Murphy raccontò dell'episodio molto tempo dopo. Murphy fu anche amico di Henry e Hester Thrale, a loro volta intimi di Johnson, con i quali trascorse del tempo.
Dopo la morte di Johnson e la pubblicazione della Vita di Samuel Johnson scritta da John Hawkins, Arthur Murphy iniziò a scrivere il suo saggio. Murphy scrisse per il giornale Monthly Review un articolo in cui criticava il linguaggio da giurista usato da Hawkins affermando "che egli [Hawkins] ora perciò e in conseguenza di ciò si presenta come un critico incompetente".
Il saggio di Murphy fu pubblicato la prima volta nel 1792 come premessa ai 12 volumi in ottavo che raccoglievano le Opere di Johnson. Allo stesso modo la biografia scritta da Hawkins fu premessa alla edizione in undici volumi delle Opere di Johnson. Murphy, all'inizio del suo saggio, afferma, "I proprietari delle Opere di Johnson ritenevano che la biografia scritta da Hawkins, usata come premessa alla precedente edizione, era troppo ingombrante per la nuova edizione". A Murphy vennero pagate 300 sterline per il Saggio.

## Panoramica del Saggio
Murphy inizia il suo saggio scrivendo sulla natura degli scritti biografici:
"Quando le opere di un grande scrittore, che ha lasciato ai posteri un duraturo lascito, vengono presentate al mondo, è naturale aspettarsi che una narrazione della sua vita accompagni l'edizione. Il lettore vuol sapere il più possibile dell'autore. Gli eventi di cui è stato partecipe, gli aspetti della sua vita privata, gli argomenti di conversazione da lui preferiti e come ha raggiunto la notorietà sono tutti temi preferiti da indagare. La curiosità viene  stuzzicata a tal punto che gli ammiratori delle sue opere sono desiderosi di conoscere le sue opinioni private, il corso di studi seguito, le sue particolarità di comportamento e, soprattutto, se ha raggiunto la saggezza che egli tanto raccomanda e praticato la virtù a cui si ispirano i suoi scritti. Un principio di gratitudine viene risvegliato in ogni animo generoso. Per l'intrattenimento e l'istruzione che il genio e la sollecitudine hanno fornito al mondo, gli uomini di temperamento raffinato e sensibile sono pronti a pagare il loro tributo di lode, e anche ad intrecciare una amicizia postuma con l'autore. Nello scorrere la vita di un tale scrittore, vi è inoltre una regola di giustizia che il pubblico senza dubbio pretende. L'appassionata ammirazione e l'amicizia di parte non devono essere tollerate per rappresentare le sue virtù con esagerazione; né deve essere permesso alla malignità, sotto un travestimento specioso, di ingigantire semplici difetti, tipici della debole natura umana, in vizi o grossolane deformità. Dovrebbero essere fornite le luci e le ombre del carattere e, se ciò è fatto con un rigoroso rispetto per la verità, una appropriata valutazione del Dr Johnson fornirà una lezione forse all'altezza della dottrina morale che è espressa con energia in ogni pagina delle sue opere.
Prima di iniziare, Murphy si chiede, "Dopo così tanti saggi e volumi della Johnsoniana, cosa rimane al presente scrittore? Forse, ciò che non è stato tentato; una breve ma completa, una fedele ma non adulatoria storia del Dr Johnson".

## Valutazioni
Il Dr Campbell, un prete Irlandese, si lamentò della volgarità con cui Murphy ricordava le azioni di Johnson: "Murphy riferì - quanto detto da Garrick - che quando gli fu chiesto cosa gli piacesse di più, Johnson rispose, innanzitutto  sco**re e poi bere. Quindi, si chiedeva perché mai non vi fossero molti ubriachi, poiché tutti potevano bere mentre non tutti possono sco**re."